# Enyedszentkirályi református templom
Az enyedszentkirályi református templom műemlék Romániában, Fehér megyében. A romániai műemlékek jegyzékében az AB-II-a-B-00319 sorszámon szerepel.